# جوزيبي رومانو
جوزيبي رومانو (بالإيطالية: Giuseppe Romano)‏ (15 نوفمبر 1918 بريشا إيطاليا - 16 نوفمبر 1965 إيطاليا) هو لاعب كرة قدم إيطالي سابق كان يلعب كحارس مرمى.